# António Sousa
António Augusto Gomes de Sousa (São João da Madeira, 1957. április 28. –) portugál válogatott labdarúgó, edző.

## Fordítás
- Ez a szócikk részben vagy egészben  az   António Sousa című angol Wikipédia-szócikk fordításán alapul.  Az eredeti cikk szerkesztőit annak laptörténete sorolja fel. Ez a jelzés csupán a megfogalmazás eredetét és a szerzői jogokat jelzi, nem szolgál a cikkben szereplő információk forrásmegjelöléseként.